# قشون ایران
قشون ایران، نامی است که به ارتش ایران در دوران حاکمیت سلسله قاجار گفته می‌شد.

## دوران اولیه
در پایان قرن ۱۸، سپاهیان آقامحمدخان قاجار اولین پادشاه قاجار، شباهت به سلسله‌های پیشین داشتند. چندین گزارش هم‌زمان از ارتش در اواخر قرن ۱۸ و اوایل سده ۱۹ توسط ناظران اروپایی مانند لوئیس فرانسوا فریر سووبف، جرج فورستر، گیوم آنتوان الیویه، پاول انجلوئیس گاردان (ر.ک. کلود ماتیو گاردان)، جیمز موریه، موریتس فون کوتسبو، ژ.م. تانکوین و پیر آمدی ژوبر به‌جا مانده است. با توجه به این شرح‌ها، در زمان صلح هیچ ارتش دائمی وجود نداشت، هرچند خانه شاه دارای یک نیروی نظامی دائمی بود. جیمز موریه توصیف کرده است که فتحعلی شاه در سال ۱۸۰۹، ۱۲٬۰۰۰ سرباز محافظ شخصی (قوای جانباز) که عمدتاً از مازندران و ایل قاجار جذب شده‌اند و ۳٬۰۰۰ نفر سواره‌نظام غلام (سرباز) داشته است. نهادهای مشابهی در مقیاس کوچک‌تر توسط شاهزاده‌نشین‌های ایالتی برقرار شده بودند. در صورت وقوع جنگ، شاه با صدور فرمانی، خان‌های قبیله‌ای و حکمرانان ایالتی را فرامی‌خوانْد تا با بسیج و جمع‌آوری مردان خود و دیگر نیروهای تازه‌سرباز ویژهٔ لشکرکشی، ارتشی را گرد آورد. چنین ارتشی در بهار گردآوری می‌شد و معمولاً نزدیک زمستان منحل می‌شد و مردان با لباس‌های رنگی برای تنها یک مبارزه به یکدیگر می‌پیوستند و سپس به خانه و خانواده خود بازمی‌گشتند. سواره‌نظام نامنظم به‌طور عمده از ایل‌های عشایری ساخته شده بود، در حالی که سربازان پیاده‌نظام که ظاهراً بسیار مورد تحقیر قرار گرفته بودند، از جمعیت روستایی گرفته می‌شدند. ساکنان شهرها هرگز سلاح به دست نگرفتند، مگر اینکه در معرض خطر حتمی قرار داشته باشند. مردان داوطلب معمولاً در مدت نسبتاً کوتاهی به مکان اردو می‌رسیدند که توسط فرمان سلطنتی تعیین شده‌بود، در حالی که آن‌هایی که در پاسخ به این درخواست نتوانستند به سرعت پاسخ دهند به شدت مجازات می‌شدند. برای مثال، در سال ۱۷۹۶ چهل نفر که از پیوستن به ارتش خودداری کرده بودند، کور شدند.
در اوایل دورهٔ قاجار، فرمانده کل ارتش به عنوان سردار، و خان یا رئیس گروهی ایلی به نام سلطان شناخته می‌شد. فرماندهان قبایل یا حکمرانان ایالتی می‌توانستند در هنگام انتصاب از سوی شاه، به عنوان فرمانده لشکر عمل کنند. دیگر افسران فرماندهی ۱٬۰۰۰ نفر (مین باشی)، ۵۰۰ نفر (پانصد باشی)، ۱۰۰ نفر (یوز باشی)، ۵۰ نفر (پنجاه باشی) و ۱۰ نفر (ده باشی) بودند. اسلحهٔ عمده و اصلی این نیروها تیر و کمان، گرز، نیزه، شمشیر و خنجر بود. اگرچه آن‌ها با سلاح‌های گرم آشنا شده و آن‌ها را حمل می‌کردند، به نظر می‌رسد که استفاده زیادی از آنها نمی‌کردند. ارتش اولیهٔ قاجار توپخانه را به شکل تفنگ ساچمه‌ای با اندازه فالکون به‌کار می‌برد. زنبورک (یک توپ جنگی با وزن یک پوند) را حمل کرده و بر روی یک محور چرخان بر روی پالان شتر نصب می‌شد.
هنگامی که نبرد تنها در طول تابستان انجام می‌گرفت، نیروهای نظامی عمدتاً در شب، با مشعل و موسیقی راهپیمایی می‌کردند. راهپیمایی آن‌ها به‌طور متوسط شش فرسنگ در روز بود، اما در شرایط استثنایی، می‌توانستند این مسافت را دو برابر کنند. در سال ۱۷۹۵، آقا محمد خان به همراه سواره‌نظام خود از تهران تا تفلیس را در مدت ۱۵ روز یا به‌عبارتی حدود یازده فرسنگ در روز راهپیمایی کرد.
هنگامی که در راهپیمایی، نیروها تقریباً به‌طور کامل به هزینه ساکنان مناطق که از طریق آنها سفر می‌کردند، زندگی می‌کردند. مباشران ارتش برای تأمین منابع نظامی که نیروها در آن قرار داشت، رسیدگی می‌کردند و انتظار می‌رفت که ارزش منابع از درآمد حاصل از جمعیت محلی کاسته شود، اما کاهش آن به ندرت انجام شد و مناطق به گونه ای رنج می‌بردند که گویی آنها بوده‌اند توسط نیروی دشمن اشغال شده است. نیاز ناگهانی تعداد زیاد نیروهای نظامی به غذا، علوفه و حمل و نقل، حیات و امرار معاش جمعیت روستایی را با کمبودی تهدید می‌کرد که ممکن بود به سطح قحطی برسد. به نظر می‌رسد که نخستین پادشاهان قاجار به خوبی از مشکلات ناشی از عبور ارتش خود — که یک‌بار در سال ۱۸۰۵ به وجود آمده بود — آگاه بوده و دستور دادند که نواحی مورد عبور توسط سربازان‌شان از همه مالیات‌ها و عواید آن سال معاف شوند.
این نیروها صرفاً برای حقوق و غنیمت خویش می‌جنگیدند، هدف اصلی این بود که نبرد نتواند به نتیجهٔ قطعی برسد، بلکه به‌دست آوردن هرچه بیشتر غنایم امکان‌پذیر باشد. مبارزات بر روی مسیر یورش‌های ایلی انجام می‌شد، نیروهای نظامی نه قادر به تحمل یک حملهٔ طولانی‌مدت بودند و نه تمایلی به ادامهٔ این کار و ایستادگی در برابر دشمن داشتند. با این وجود نیروهای نظامی به گونه‌ای شکل گرفته بودند که در برخی محدودیت‌های سنتی مؤثر بودند.
به گفتهٔ تانکوین، یکی از اولین مأموران نظامی فرانسه، دیدگاه عمومی ناظران اروپایی این بود که سواره‌نظام نامنظم قاجار، گرچه نمی‌داند چگونه با روشی منظم بجنگد و نمی‌تواند در برابر حملهٔ منظم سواره‌نظام ایستادگی کند یا پیاده‌نظام معمولی را ویران کند، برای تغییر موقعیت جناح‌های ارتش و جنگ چریکی بسیار عالی است. در مقابل، او پیاده‌نظام را تیره‌بخت‌ترین گونه نیروهای نظامی ارزیابی می‌کند که می‌توان تصور کرد و به‌طور کامل زنبورک را به عنوان یک نیروی نظامی جدی مردود دانست و اظهار داشت که در یک نبرد، چنین توپخانه‌ای باید نسبت به متصدیان و گردانندگانش مخرب‌تر نسبت به دشمن باشد.
در اواخر قرن هجدهم، آقامحمدخان قاجار با نیروهای نظامی که می‌توانست فراخوانَد، با موفقیت حکومت قاجار را در سراسر ایران مستقر کرد و به‌طور موقت ارتش امپراتوری روسیه را به آن‌سوی تفلیس راند، و دوباره برتری ایران در برابر پادشاهی گرجستان را به چنگ آورد. در سال ۱۷۹۷ میلادی، فتحعلی‌شاه نیز توانست قدرت نظامی کافی را برای شکست دادن رقبای داخلی خود و حفظ موقعیت خود به عنوان شاه داشته باشد. با این وجود در سال ۱۸۰۳ روسیه گرجستان را — که ایران آن را ایالتی خراج‌گزار می‌دانست — مورد حمله قرار داد و آن را ضمیمهٔ خاک خود کرد و همچنان به سمت جنوب حرکت می‌کرد. فشار قاطع روسیه فتحعلی‌شاه و به ویژه نایب‌السلطنه و حکمران آذربایجان، عباس میرزا را، واداشت تا بازسازی عمدهٔ نظامی را به امید افزایش ظرفیت دفاعی ایران آغاز کند.
مهم‌ترین اصلاحات ارتش قاجار در زمان محمدشاه رخ داد. محمدشاه طرحی سه مرحله‌ای ارائه کرد تا ارتشی را که بی‌نظم و به‌شدت سلسله‌مراتبی بود و از نیروهای عشایری تشکیل شده بود و سربازان فقط رئیس قبیلهٔ خود را می‌شناختند، اصلاح کند و همچنین محمدشاه در اولین سال‌های سلطنت فقط می‌توانست بیست هزار مرد را جمع کند. محمدشاه بر خود و حاجی میرزا آقاسی اعلام مرکزیت کرد و زرادخانه در تهران ایجاد کرد تا ارتش تعداد زنبورک و توپ جنگی بیشتری داشته باشد و همچنین افسرانی را از ارتش انگلستان به کار گرفت تا ارتشی مانند ارتش فردریک دوم دانمارک تشکیل دهند.
سال‌ها بعد از اصلاحات ارتش توسط محمدشاه جانشینش ناصرالدین‌شاه قاجار هنگام بازدید از روسیه، قوای قزاقی را دید که دارای لباس‌های یکدست و بسیار آزموده بودند و شاه از روس‌ها درخواست تشکیل چنان نیرویی را در ایران داد که به قوای قزاق معروف شدند. تشکیل این نیرو باعث شد که نفوذ روسیه در ایران بیشتر شود اما ازطرفی هم زمینه‌ساز تشکیل یک ارتش مدرن و کلاسیک در زمان رضاشاه شد.